# Giro dell'Appennino 1989
Il Giro dell'Appennino 1989, cinquantesima edizione della corsa, valido come campionato nazionale in linea, si svolse il 25 giugno 1989, su un percorso di 256,6 km. La vittoria fu appannaggio dell'italiano Moreno Argentin, che completò il percorso in 6h19'58", precedendo i connazionali Gianni Bugno e Giorgio Furlan.
I corridori che partirono furono 138, mentre coloro che tagliarono il traguardo di Pontedecimo furono 39. 
Vennero esclusi dalla partecipazione i corridori stranieri.

## Ordine d'arrivo (Top 10)
| Pos. | Corridore         | Squadra                   | Tempo    |
| ---- | ----------------- | ------------------------- | -------- |
| 1    | Moreno Argentin   | Gewiss-Bianchi            | 6h19'58" |
| 2    | Gianni Bugno      | Château d'Ax-Salotti      | s.t.     |
| 3    | Giorgio Furlan    | Malvor-Sidi               | s.t.     |
| 4    | Stefano Colagè    | Titanbonifica-Benotto     | s.t.     |
| 5    | Enrico Zaina      | Carrera Jeans             | s.t.     |
| 6    | Marco Giovannetti | Seur                      | s.t.     |
| 7    | Davide Cassani    | Gewiss-Bianchi            | s.t.     |
| 8    | Flavio Giupponi   | Malvor-Sidi               | s.t.     |
| 9    | Marino Amadori    | Del Tongo-Mele Val di Non | s.t.     |
| 10   | Camillo Passera   | Château d'Ax-Salotti      | s.t.     |